# Station Hazelhatch & Celbridge
Station Hazelhatch & Celbridge  is een spoorwegstation in Celbridge in het  Ierse graafschap Kildare.  Het station ligt aan de  lijn Dublin - Cork en wordt bediend door de forenzentreinen tussen Dublin en Kildare. In de ochtendspits rijdt er vrijwel iedere tien minuten een trein richting Dublin, in de avondspits iedere tien minuten een trein uit Dublin. Buiten de spits rijdt er een trein per uur in beide richtingen. 